# Aqualand
Aqualand est une chaîne européenne de parcs aquatiques. Elle appartient depuis 1999 au groupe espagnol Aspro-Ocio. Cette chaîne comprend quatorze parcs répartis en Espagne, en France, au Portugal et aux Pays-Bas.

## Historique
La chaîne débute en France en 1983 avec le parc du Cap d'Agde, près de Béziers. Ses architectes sont François Robert et Jean-Michel Ruols. Financé par la Compagnie générale des eaux et Paribas, son montage financier est assuré par ces derniers. La collectivité participent alors par certains travaux de voirie et réseaux divers. Le parc de loisirs totalise en 1986 un million d'entrées depuis son ouverture.
En 1987 ouvre un parc à Saint-Cyr-sur-Mer, il est visité en moyenne par 200 000 personnes chaque année. 
En 1988, la Compagnie générale des eaux qui détient la filiale Aqualand ouvre l'Aqualand de Toulouse (Société du Parc Aquatique de Toulouse) à côté du lac de Sesquières. C'est le premier parc français aquatique situé près d'une grande ville. Faute de fréquentation et à cause d'un coût de fonctionnement trop élevé, il ferme ses portes à la fin de la saison 1993. Il est remplacé par une boîte de nuit, le KL.
Le parc de Bahia de Cadiz ouvre en 1994 près de Cádiz. L'année suivante, le parc Aquacity de Gujan-Mestras est renommé Aqualand mais n'intégre le groupe Aspro qu'en 1999. Son cousin de Plan de Campagne, construit selon un plan presque identique, n'est pas passé sous le giron d'Aspro et conserve le nom d'Aquacity.
En 1997, un parc ouvre à Costa Adeje dans les îles Canaries. Deux parcs ouvrent leurs portes en 1998, à El Arenal et à Magaluf, tous les deux sur l'île de Majorque. L'année suivante, les cinq parcs français sont nommés Aqualand. 
Le parc d'Algarve au Portugal devient en 2000 un Aqualand. En 2002, un second parc aux îles Canaries (Maspalomas) et le parc Aquacity de Sainte-Maxime rejoignent le groupe. De plus le groupe reprend la gestion de l'aqualand de Martinique - mais il a fermé en 2013 à la suite d'un arrêté préfectoral pris à cause de la qualité de l'eau. Il y avait d'autres problème ayant engendré cet arrêté: problème de sécurité, problème de diplôme pour certains personnels.
En 2005, le parc Aquatica de Fréjus — ouvert en juin 1986 — rejoint le groupe Aspro. Dans les années 1980, François Léotard, alors maire de Fréjus, défend le projet d'un parc aquatique avec le groupe Biancone à ses côtés. Aquatica nécessite deux ans de conception et de préparation ainsi que quatre mois de travaux. L'investissement de 30 millions de francs est supporté par la SA les Parcs Aquatiques de Fréjus, qui est également alors gestionnaire. Pour sa part, Fréjus garantit une grande partie des emprunts. Également dessiné par François Robert et Jean-Michel Ruols, ce parc, ses mille arbres et ses 10 000 m3 d'eau s'étendent sur huit hectares en 1986.
En 2018, le parc aquatique de Walygator Sud-Ouest — acheté par Aspro en 2015 — est officiellement nommé Aqualand Agen. Construit en deux phases, il propose la première aux nageurs en 2017 et la suivante en 2018.

## Les parcs

### Espagne
- Torremolinos 36° 37′ 33″ N, 4° 30′ 29″ O
- Bahia de Cádiz (ouvert depuis 1994) 36° 37′ 56″ N, 6° 11′ 51″ O
- Aux îles Canaries
  - Costa Adeje 28° 04′ 19″ N, 16° 43′ 35″ O, qui comprend notamment un delphinarium présentant dix grands dauphins[5].
  - Maspalomas 27° 46′ 44″ N, 15° 36′ 21″ O
- à Majorque
  - El Arenal 39° 29′ 46″ N, 2° 45′ 30″ E
  - Magaluf 39° 30′ 21″ N, 2° 31′ 14″ E

### France
- Gujan-Mestras (ouvert en 1985 sous le nom Aquacity) 44° 37′ 05″ N, 1° 06′ 04″ O
- Saint Cyprien (ouvert sous le nom Aquacity) 42° 36′ 05″ N, 3° 01′ 46″ E
- Port Leucate 42° 50′ 32″ N, 3° 02′ 30″ E
- Cap d'Agde (ouvert en 1983) 43° 16′ 48″ N, 3° 29′ 45″ E
- Saint-Cyr-sur-Mer (ouvert en 1987) 43° 11′ 06″ N, 5° 41′ 39″ E
- Fréjus (ouvert en 1986 sous le nom Aquatica) 43° 25′ 09″ N, 6° 43′ 40″ E
- Sainte-Maxime (ouvert en 2002) 43° 19′ 41″ N, 6° 37′ 06″ E
- Agen (1re phase : août 2017. 2e phase : juin 2018) 44° 11′ 13″ N, 0° 34′ 35″ E
- Martinique, Carbet (gestion seulement)

### Pays-Bas
- Harderwijk 52° 21′ 14″ N, 5° 37′ 03″ E

### Portugal
- Algarve (ouvert en 2000) 37° 08′ 07″ N, 8° 21′ 58″ O

### Maroc
- Meknès 33° 50′ 46″ N, 5° 36′ 21″ O